# Elmer Adler
Elmer Edward Adler (* 30. Januar 1892 in Buffalo, New York; † 13. August 1970) war ein US-amerikanischer Generalmajor der United States Army Air Forces.

## Leben
Adler absolvierte eine militärische Ausbildung und fand im Anschluss verschiedene Verwendungen als Offizier. Er nahm am Ersten Weltkrieg teil. Während des Zweiten Weltkrieges war er vom 17. März bis zum 13. Mai 1941 Kommandeur der 39th Bombardement Group und anschließend bis November 1941 Chef des Stabes des Instandhaltungskommandos des Provisorischen Luftkorps. In dieser Verwendung erfolgte am 15. September 1941 seine Beförderung zum Oberstleutnant (Lieutenant-Colonel). Nachdem er bereits sechs Wochen später am 1. November 1941 zum Brigadegeneral (Brigadier-General) befördert worden war, war er von November 1941 bis 1942 sowohl Leiter der Luftfahrtsektion der US-Militärmission in Nordafrika (US North African Mission) als auch Chefrepräsentant des Kommandierenden Generals der US Army Air Forces in Afrika, Mittleren Osten und Indien.
Daraufhin fungierte Adler 1942 für einige Zeit als Kommandeur des Instandhaltungskommandos der 10th Air Force sowie von Juni 1942 bis Januar 1943 als Kommandeur des Instandhaltungskommandos der 9th Air Force. Daneben war er 1942 zeitweise auch Leiter der US-amerikanischen Sektion in der Anglo-Amerikanischen Luftwaffenvertretung in der Sowjetunion. Im Anschluss war er von Januar 1943 bis Oktober 1944 als Leiter der Personal- und Ausbildungsabteilung des Luftinstandhaltungskommandos (Air Service Command). Zuletzt fungierte er zwischen Oktober 1944 und März 1946 als Leiter der Managementkontrolle des Lufttransportkommandos (Air Transport Command) und wurde in dieser Verwendung am 1. Januar 1945 auch zum Generalmajor (Major-General) befördert. Am 31. März 1946 trat er in den Ruhestand.
Für seine Verdienste wurde Adler unter anderem mit der Army Distinguished Service Medal und dem Legion of Merit ausgezeichnet. Seine Ehe mit Aurelia Wood Adler blieb kinderlos. Nach seinem Tode wurde er auf dem Fort Sam Houston National Cemetery in San Antonio beigesetzt.